# Казе Ферари (Ређо Емилија)
Казе Ферари је насеље у Италији у округу Ређо Емилија, региону Емилија-Ромања.
Према процени из 2011. у насељу је живело 6 становника. Насеље се налази на надморској висини од 703 м.